# Bão Faith (1998)
Bão Faith là một cơn bão đã gây ra thiệt hại cho Philippines và Việt Nam vào tháng 12 năm 1998.

## Tổng quát
Bão nhiệt đới Faith di chuyển về hướng Tây trên Tây Bắc Thái Bình Dương. Nó đã mạnh lên thành một cơn bão cuồng phong khi đi qua Philippines, khu vực mới trước đó đã phải hứng chịu tới vài cơn bão. Sau khi đạt đỉnh với vận tốc gió 100 dặm/giờ (160 km/giờ) trên Biển Đông, Faith suy yếu thành một cơn bão nhiệt đới trong ngày 14 tháng 12 ngay sau khi đổ bộ vào miền Trung Việt Nam. Nó đã tan vào cuối ngày hôm đó.
Ở Philippines, tổng cộng có tám người chết và 17 người khác được báo cáo là mất tích. Trên toàn đất nước này, đã có 51.785 người phải di dời khỏi chỗ ở và 20.419 người khác đã phải đi sơ tán. Thiệt hại lên tới 513,95 triệu PHP (13 triệu USD). Tại Việt Nam, đã có 40 người thiệt mạng và 3 người khác mất tích. Tổng cộng 602 ngôi nhà bị phá hủy, 16.327 ngôi nhà khác bị hư hại, 57.487 hecta lúa bị ngập. Thiệt hại vật chất lên tới 204 tỉ đồng (15 triệu USD).